# Hydraméthylnone
L'hydraméthylnone (ou hydraméthylnon) est un composé organique, également connu comme AC 217,300. Il est dans une classe chimique appelée aminohydrazone de trifluorométhyle, qui est un inhibiteur métabolique. Il inhibe le complexe III dans la membrane interne mitochondriale et conduit à un arrêt de la phosphorylation oxydative. Il est utilisé comme insecticide sous forme d'appâts pour les blattes et les fourmis. Quelques marques d'insecticides qui renferment de l'hydraméthylnone sont Amdro, Combat, Blatex, Cyaforce, Cyclon, Faslane, Grant, Impact, Matox, Maxforce, Pyramdron, Siege et Wipeout.

## Toxicologie
L'hydraméthylnone est particulièrement toxique pour les poissons ; la CL50 à 96 heures chez la truite arc-en-ciel est de 0,16 mg/L, 0,10 mg/L chez la barbue de rivière, et 1,70 mg/L chez le crapet arlequin.
L'hydraméthylnone est connue pour causer le cancer chez les rats, en particulier des tumeurs surrénales et de l'utérus, et le cancer du poumon.